# Bursa subdeltoidea
Die Bursa subdeltoidea ist ein großer (paarig angelegter) Schleimbeutel zwischen dem Deltamuskel (Musculus deltoideus) und dem Tuberculum majus des Oberarmknochens (Tuberculum majus humeri) und dient als Gleitlager für diesen Muskel im Bereich des Schultergelenks. Die Bursa liegt zwischen dem Kopf des Oberarmknochens und den Ansatzsehnen des Musculus supraspinatus  und Musculus infraspinatus. In 95 % der Fälle kommuniziert sie mit der Bursa subacromialis.
Die Bursa subdeltoidea kann, wenn auch selten, Erstlokalisation einer rheumatoiden Arthritis und auch bei Osteoarthropathien und Erkrankungen der Rotatorenmanschette beteiligt sein. Im Röntgenbild zeigt sich der normale Schleimbeutel in einer ap-Aufnahme (Strahlengang von vorn nach hinten) mit nach außen gedrehtem Oberarmknochen als 1 bis 2 mm breiter Fettstreifen, der sich als Schwärzung darstellt, aber nicht immer sichtbar ist. Eine vergrößerte Bursa subdeltoidea führt zu Fettstreifen seitlich, kaudal und medial und gibt ihr ein tränenförmiges Erscheinungsbild.